# Concepimento

La reazione di dissoluzione a livello acrosomiale in un uovo di riccio di mare è un processo simile a quello degli esseri umani

Il termine concepimento, sinonimo di concezione, deriva dal latino cum capere, cioè "accogliere in sé" o "prendere insieme" ed indica l'atto del concepire un figlio. Il prodotto del concepimento prende il nome di concepito.

## Significato principale
In senso proprio indica il momento della fecondazione di una femmina, normalmente attraverso un rapporto sessuale, ma, recentemente, anche attraverso la fecondazione o l'inseminazione artificiali. Il concepimento può avvenire, nel caso dell'uomo, volontariamente o involontariamente, quando durante un atto sessuale non si utilizzano mezzi di contraccezione e quando questi non risultino efficaci. Il termine si confonde con fecondazione usato in biologia, ma non coincide esattamente con quello, essendo più ampio nel significato. 
Oggi viene utilizzato in due ambiti distinti:
- In ambito giuridico e bioetico, utilizzando in particolare il termine concepito.
- In ambito scientifico, dove si utilizzano, nell'ambito della gestazione, i termini zigote, embrione e feto.

## Significati diversi
In senso figurato l'atto del concepimento o della concezione può indicare la nascita di un'idea, oppure il rendersi conto di qualche cosa o ancora immaginare una situazione. Un significato arcaico è quello che deriva dal latino, cum capere, nel senso di capire, o anche di essere contenuto.

## Concepito
Il termine è usato in campo giuridico e particolarmente nella legislazione italiana, al fine di stabilire alcuni diritti come concepito, e in campo bioetico in molte autorevoli pubblicazioni in relazione soprattutto al tema dell'aborto.